# Auxerre
Auxerre este o comună, prefectură a departamentului Yonne, Franța. În 2009 avea o populație de 36,702 de locuitori.

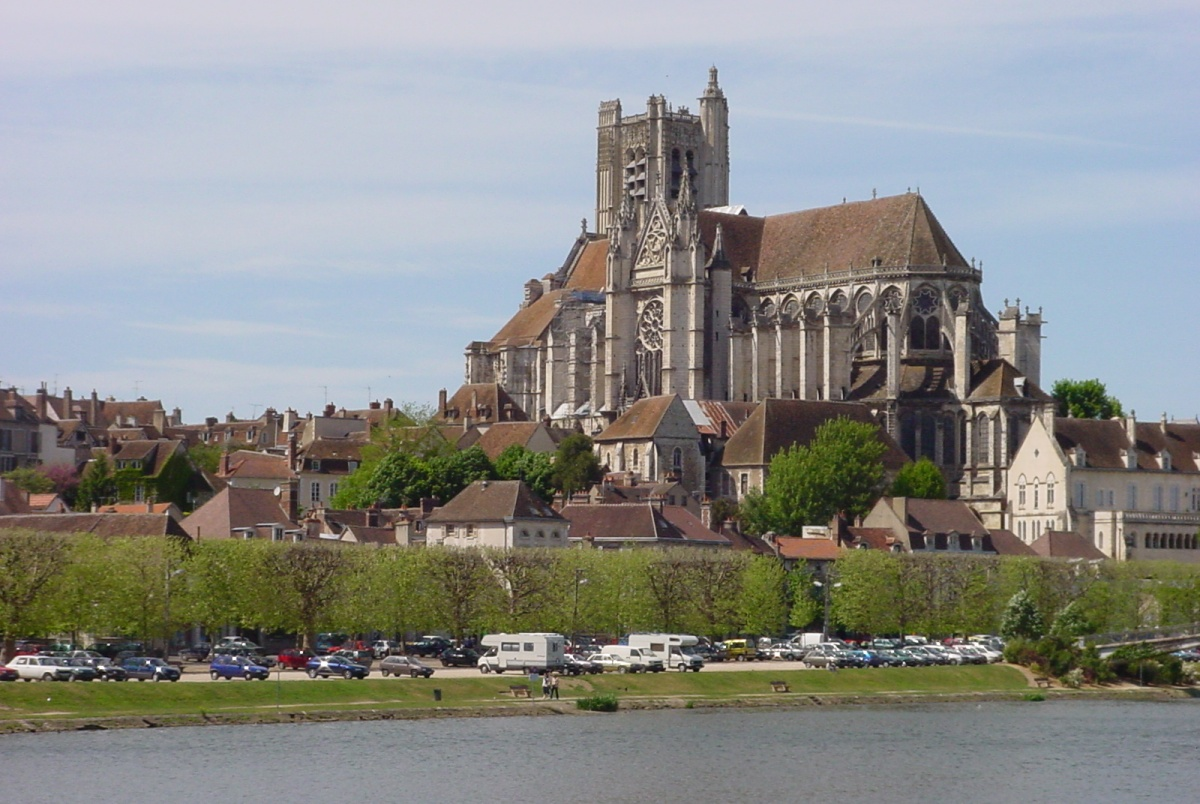
Catedrala Saint-Étienne

## Evoluția populației
| An        | 1975   | 1982   | 1990   | 1999   | 2006   | 2009   |
| --------- | ------ | ------ | ------ | ------ | ------ | ------ |
| Populație | 38,342 | 38,741 | 38,819 | 37,790 | 37,419 | 36,702 |

Pentru autentificare, trebuie precizat ca termenul de "comuna" este tradus in mod direct in limba romana si nu inseamna acelasi lucru in romaneste. Auxerre este un oras , capitala departamentului 89, apartinand regiunii Bourgogne.